# جورج ستيفنز (سياسي)
جورج ستيفنز هو سياسي كندي، ولد في 6 أكتوبر 1846، وتوفي في 17 يوليو 1916. حزبياً، نشط في الحزب الليبرالي الكندي. وقد انتخب عضو مجلس العموم الكندي.